# فرامرز هوتهم
فرامرز هوتهم متولد تهران فارغ التحصیل سینما( گرایش تدوین ) از دانشکده سینما دانشگاه هنر ، تدوینگر سینما و تلویزیون اهل ایران است.

## تدوین
- سرهنگ ثریا (۱۴۰۱)
- ژن خوک (۱۳۹۷)
- دارکوب (۱۳۹۶)
- ۴۷ (۱۳۹۶)
- سیانور (۱۳۹۴)
- پرده‌نشین (سریال) (۱۳۹۳)
- یک دزدی عاشقانه (۱۳۹۴)
- دربست آزادی (۱۳۹۲)
- آلزایمر (۱۳۸۹)
- پوپک و مش ماشاالله (۱۳۸۸)
- صداها (۱۳۸۷)
- مینای شهر خاموش (۱۳۸۵)
- زاگرس (۱۳۸۴)
- هوو (۱۳۸۴)
- ماجراهای اینترنتی (چای نت) (۱۳۸۳)

## دستیار تدوین
- ازدواج به سبک ایرانی (۱۳۸۳)
- زن زیادی (۱۳۸۳)
- دیوانه ای از قفس پرید (۱۳۸۱)
- زهر عسل (۱۳۸۱)
- واکنش پنجم (۱۳۸۱)
- نان، عشق و موتور ۱۰۰۰ (۱۳۸۰)
- شام آخر (۱۳۸۰)
- بچه‌های بد (۱۳۷۹)
- بهشت از آن تو (۱۳۷۹)
- زیر پوست شهر (۱۳۷۹)
- کودک و سرباز (۱۳۷۸)
- دختری با کفشهای کتانی (۱۳۷۷)

## جوایز
- نامزد سیمرغ بلورین بهترین تدوین بیست و پنجمین دوره جشنواره فیلم فجر
- نامزد سیمرغ بلورینن بهترین تدوین سی و ششمین دوره جشنواره فیلم فجر